# Nano (Fernsehsendung)
nano ist eine länderübergreifende populärwissenschaftliche Fernsehsendung mit Berichten, Dokumentationen und aktuellen Meldungen aus Wissenschaft und Technik. Die Sendung entsteht in Zusammenarbeit der Fernsehanstalten ARD, ZDF, ORF und SRF.

## Beschreibung
Der Sendebeginn war am 1. Dezember 1999. Die Sendung wird montags bis freitags von 18:30 Uhr bis 19:00 Uhr auf 3sat erstausgestrahlt und mehrfach auf dem Sender sowie auf ARD-alpha und SRF 1 wiederholt.
nano wird im Wechsel moderiert von Ingolf Baur, Yve Fehring, Eric Mayer und Gregor Steinbrenner. Ehemalige Moderatoren sind Stefan Schulze-Hausmann (1999–2019), Angela Elis (1999–2007), Anja Bergerhoff (2004–2008), Kristina zur Mühlen (2007–2017) und Alexandra Kröber (2017–2023). Produziert wird die Sendung Live on tape, das heißt im Sendezentrum 1 des ZDF in Mainz als ungeschnittene Voraufzeichnung am jeweiligen Sendetag.

## Auszeichnungen
- 2005 erhielt die nano-Autorin Christine Daum den „Medienpreis Entwicklungspolitik“ für ihren Beitrag „Architekturpreis für Dorfschule“ über Burkina Faso
- 2008 wurde dem nano-Redaktionsteam in Person von Helmut Riedl die Lorenz-Oken-Medaille der Gesellschaft Deutscher Naturforscher und Ärzte (GDNÄ) verliehen.